# Angraecum conchiferum
Angraecum conchiferum es una orquídea epífita originaria de  Kenia hasta el sur de África.

## Distribución y hábitat
Se encuentra en  Kenia, Tanzania, Malaui, Mozambique, Zimbabue y Provincia del Cabo, Natal y Transvaal, en Sudáfrica donde crece en el bosque aislado en colinas y montañas en alturas de 800 a 2400 metros.

## Descripción
Es una orquídea de  tamaño mediano, que prefiere clima cálido a fresco, es epífita con raíces aplanadas que tienen la superficie verrugosa y tallo también aplanado, a menudo envuelto por las hojas lineales manchadas de negro y las vainas, el ápice es bilobulado de manera desigual. Florece en  una delgada inflorescencia, frente a la hoja, de 2,5 a 2,7 cm de longitud con 1 a 2 flores de 4 a 6 cm de ancho. Florece en la primavera.

## Taxonomía
Angraecum conchiferum fue descrita por John Lindley y publicado en Companion to the Botanical Magazine 2: 205. 1837.
Etimología
Angraecum: nombre genérico que se refiere en Malayo a su apariencia similar a las Vanda.
conchiferum: epíteto latino que significa "con forma de concha" (refiriéndose al labio).
Sinonimia
- Angorchis conchifera (Lindl.) Kuntze 1891
- Angraecum scabripes Kraenzl. 1902
- Angraecum verrucosum Rendle 1895
- Mystacidium verrucosum (Rendle) Rolfe 1897[1][4][5]